# ستی (ارتباط با هوش فرازمینی)
ارتباط با هوش فرازمینی (CETI: Communication with Extraterrestrial Intelligence) شاخه‌ای از جستجوی هوش فرازمینی (SETI:  Search for Extraterrestrial Intelligence) است که به طراحی و تفسیر پیام‌هایی می‌پردازد که بتوان آن‌ها را برای تمدن‌های بیگانه فرستاد یا از آن‌ها دریافت کرد. هدف ستی این است که پیام‌هایی را ایجاد کند که موجودات غیرزمینی با فناوری پیشرفته بتوانند درک کنند. یکی از معروف‌ترین نمونه‌های این تلاش، پیام آرسیبو است که در سال 1974 توسط فرانک دریک ارسال شد.
تحقیقات ستی عمدتاً در چهار زمینه انجام می‌شود:
1. استفاده از ریاضیات به عنوان یک زبان مشترک که بتواند فارغ از زبان و فرهنگ، مفاهیم پایه را انتقال کند؛
2. روش‌های تصویری مانند پیام آرسیبو که از الگوهای گرافیکی ساده برای انتقال اطلاعات استفاده می‌کنند؛
3. سیستم‌های ارتباطی الگوریتمی (ACETI) که پیام‌ها را به صورت توالی‌هایی از داده‌ها و قوانین قابل فهم کدگذاری می‌کنند؛
4. روش‌های محاسباتی برای تفسیر زبان‌های ناشناخته که می‌توانند در رمزگشایی پیام‌های احتمالی از تمدن‌های بیگانه کمک کنند.

در حقیقت چالش‌های ارتباط با بیگانگان شباهت زیادی به تلاش‌های انسان در رمزگشایی زبان‌های باستانی دارد. برای مثال، برخی سیستم‌های نوشتاری مانند خط "لینه‌آر A" که در تمدن‌های باستانی استفاده می‌شدند، هنوز به طور کامل رمزگشایی نشده‌اند. از این رو، مطالعۀ روش‌های ترجمه و تفسیر اینگونه زبان‌های انسانی می‌تواند به درک بهتر چگونگی رمزگشایی پیام‌های میان‌ستاره‌ای کمک کند.
در 13 فوریه 2015 گروهی از دانشمندان، از جمله داگلاس واکوچ، دیوید گرین‌سپون، سث شوستاک و دیوید برین در نشست سالانۀ انجمن پیشرفت علوم آمریکا دربارۀ ایدۀ ارسال پیام‌های فعال بحث کردند. این ایده شامل فرستادن پیام‌های مستقیم به فضای بیرونی است تا در صورت وجود تمدن‌های هوشمند، آن‌ها را دریافت کنند و به ما پاسخ دهند. این موضوع بحث‌های زیادی را در جامعۀ علمی ایجاد کرده است، زیرا برخی معتقدند که ارسال چنین پیام‌هایی ممکن است خطراتی نیز به همراه داشته باشد.
برخی دانشمندان، از جمله استفن هاوکینگ نگرانی‌هایی را دربارۀ خطرات بالقوۀ این اقدام مطرح کرده‌اند. آن‌ها هشدار داده‌اند که ارسال پیام‌های هدفمند به موجودات بیگانه ممکن است باعث جلب توجه تمدن‌هایی شود که قصد یا نیت آن‌ها برای ما مشخص نیست. در مقابل گروهی دیگر از دانشمندان معتقدند که تمدن‌های بیگانه‌ای که قادر به دریافت چنین پیام‌هایی باشند، احتمالاً از نظر فناوری بسیار پیشرفته‌تر از ما خواهند بود و اگر قصد مداخله یا حمله‌ای داشتند، نیازی به دریافت این پیام‌ها برای پیدا کردن ما نداشتند.
از دیدگاه علمی، روش‌های ستی معمولاً بر اساس این فرضیه طراحی می‌شوند که ریاضیات و قوانین فیزیکی جهان، زبان مشترک بین موجودات هوشمند هستند. به همین دلیل بسیاری از پیام‌های پیشنهادی ستی شامل اعداد اول، دنبالۀ فیبوناچی، روابط سادۀ ریاضی و اطلاعات پایه دربارۀ ساختارهای شیمیایی حیات هستند.

## روش‌های مطرح شده برای ارتباط میان‌ستاره‌ای
چند روش برای ارسال پیام‌های میان‌ستاره‌ای پیشنهاد شده است؛ از جمله:
1. امواج رادیویی: این روش که در حال حاضر مقرون به صرفه ترین گزینه است، شامل ارسال سیگنال‌های رمزگذاری شدۀ رادیویی با استفاده از تلسکوپ‌های قدرتمند مانند آرسیبو یا رصدخانۀ گرین‌بانک است. پیام آرسیبو در سال 1974 یکی از نمونه‌های اولیۀ این رویکرد بود.
2. سیگنال‌های نوری (لیزرهای پرقدرت): این روش شامل استفاده از لیزرهای قدرتمند برای ارسال پیام‌های نوری به فواصل دور است. فناوری کنونی به ما امکان می‌دهد که پالس‌های نوری فوق‌العاده دقیق تولید کنیم که می‌توانند در نظریه به عنوان پیام‌های قابل رمزگشایی عمل کنند.
3. کدگذاری در نور ستارگان: برخی دانشمندان پیشنهاد داده‌اند که اطلاعات را می‌توان از طریق تغییرات مصنوعی در درخشش ستارگان انتقال داد، روشی که ممکن است تمدن‌های بیگانه نیز از آن استفاده کنند.
4. پرتوهای نوترینو: از آنجا که نوترینوها به سختی با ماده تعامل دارند، آن‌ها می‌توانند پیام‌هایی را بدون تداخل از میان کهکشان عبور دهند، اما این روش هنوز از لحاظ فناوری بسیار چالش‌برانگیز است.
5. فرستادن فضاپیماهای حامل پیام‌های فیزیکی: ایده‌ای مانند "کاوشگرهای فون نیومن" یا کاوشگرهایی که پیام‌های دست‌نوشته شدۀ روی دیسک‌های فلزی (مانند دیسک طلایی ویجر) را حمل می‌کنند، یکی دیگر از گزینه‌های پیشنهادی است.

## چالش‌های اصلی ستی
برخی از چالش‌های اصلی در زمینۀ ارتباط با هوش فرازمینی شامل موارد زیر هستند:
- تفسیر پیام‌ها: حتی اگر تمدن بیگانه بتواند پیام ما را دریافت کند، مشخص نیست که آیا می‌تواند آن را تفسیر کند یا نه. پیام‌هایی که ما ارسال می‌کنیم، معمولاً شامل الگوهای ریاضی، تصاویری ساده یا اطلاعات مربوط به حیات روی زمین هستند، اما مشخص نیست که بیگانگان توانایی درک آن‌ها را داشته باشند.
- تأخیر زمانی زیاد: فاصلۀ بسیار زیاد زمین و سایر منظومه‌های ستاره‌ای به این معناست که یک پیام ممکن است صدها یا هزاران سال طول بکشد تا به مقصد برسد و پاسخ آن نیز هزاران سال بعد دریافت شود.
- خطرات ناشناخته: برخی دانشمندان معتقدند که ارسال پیام به فضا بدون دانستن ماهیت تمدن‌های بیگانه می‌تواند خطرناک باشد، زیرا ممکن است تمدن‌هایی خصمانه یا استثمارگر در کهکشان وجود داشته باشد.